# Dučina
Dučina (Servisch cyrillisch Дучина) is een plaats in de Servische gemeente Sopot. De plaats telt 736 inwoners (2002).